# Паунешти (Вранча)
Паунешти (рум. Păuneşti) насеље је у Румунији у округу Вранча у општини Паунешти. Oпштина се налази на надморској висини од 261 m.

## Становништво
Према подацима из 2002. године у насељу је живело 6724 становника, од којих су сви румунске националности.

### Хронологија
| Година       | 1992 | 1993 | 1994 | 1995 | 1996 | 1997 | 1998 | 1999 | 2000 | 2001 | 2002 | 2003 | 2004 | 2005 | 2006 | 2007 | 2008 | 2009 | 2010 | 2011 | 2012 | 2013 | 2014 | 2015 | 2016 | 2017 |
| ------------ | ---- | ---- | ---- | ---- | ---- | ---- | ---- | ---- | ---- | ---- | ---- | ---- | ---- | ---- | ---- | ---- | ---- | ---- | ---- | ---- | ---- | ---- | ---- | ---- | ---- | ---- |
| Становништво | 7581 | 7524 | 7458 | 7371 | 7272 | 7250 | 7195 | 7187 | 7214 | 7215 | 7208 | 7174 | 7169 | 7163 | 7105 | 7130 | 7101 | 7104 | 7058 | 7005 | 6978 | 6911 | 6858 | 6824 | 6766 | 6708 |